# Угра
Угра (на руски: Угра) е река в Смоленска и Калужка област на Русия, ляв приток на Ока (десен приток на Волга). Дължина 399 km, от които 245 km в Смоленска област и 154 km в Калужка област. Площ на водосборния басейн 15 700 km².

## Извор, течение, устие
Река Жиздра води началото си от южните части на Смоленското възвишение, на 219 m н.в., на 2 km южно от село Високое, в югоизточната част на Смоленска област. Цялото течение на Угра има форма на гигантска буква „Л“. В горното и първата половина от средното си течение има североизточно направление, след което рязко завива на югоизток и запазва тази посока до устието си. Долината ѝ е предимно широка с добре развита двустранна заливна тераса широка 1 – 2 km в горното и до 3,5 km в долното течение. В долното течение ширината на коритото ѝ е 70 – 80 m, дълбочината във вировете до 4 m, а скоростта на течението 0,4 – 0,6 m/s. Влива се отляво в река Ока (десен приток на Волга), при нейния 1122 km, на 117 m н.в., на около 8 km западно от град Калуга, в източната част на Калужка област.

## Водосборен басейн, притоци
Водосборният басейн на Угра обхваща площ от 15 700 km², което представлява 6,41% от водосборния басейн на река Ока. На югозапад и запад водосборният басейн на Угра граничи с водосборния басейн на Днепър, на север – с водосборния басейн на река Вазуза (десен приток на Волга), на североизток – с водосборния басейн на река Протва (ляв приток на Ока), а на юг с водосборния басейн на река Жиздра (ляв приток на Ока). Основни притоци: леви – Волоста (63 km), Жижилка (64 km), Воря (153 km), Извер (72 km), Шаня (131 km); десни – Дьомина (64 km), Ворона (59 km), Реса (119 km), Теча (52 km).

## Хидроложки показатели
Угра има смесено подхранване – снежно (60%), грунтово (подземно 30%) и дъждовно (10%). Среден годишен отток на 35 km от устието 90 m³/s, с ясно изразено пълноводие от края на март до началото на май. През лятно-есенното маловодие често явление са внезапните прииждания ва реката, в резултат на поройни дъждове във водосборния ѝ басейн. Заледява се в периода от ноември до началото на януари, а се размразява в края на март или началото на април.

## Селища
По течението на Угра са разположени множество населени места, в т.ч. районният център село Угра в Смоленска област, град Юхнов и селището от градски тип Товарково в Калужка област.